# Manipulation (film)
|  | Denne artikel er oprettet af botten Steenthbot ud fra en ekstern database. Den kan derfor have sproglige fejl eller mangler. Denne skabelon kan fjernes efter kontrol af indholdet. |

 For alternative betydninger, se Manipulation. (Se også artikler, som begynder med Manipulation)
Manipulation er en dansk kortfilm fra 2010 instrueret af Christina Christensen.

## Handling
MANIPULATION er en film om overvågning og jalousi, men hvem er det egentligt, der overvåger hvem?

## Medvirkende
- Jens Hamborg Koefoed
- Pepper Potemkin
- Christina Christensen